# Autochloris vitristriga
Autochloris vitristriga là một loài bướm đêm thuộc phân họ Arctiinae, họ Erebidae.